# ショージとタカオ
『ショージとタカオ』は、「ショージとタカオ」上映委員会製作、井手洋子監督による2010年の日本映画である。布川事件の元被告人ふたりの仮釈放後の暮らしと再審請求に向けた活動を15年間にわたって追いかけたドキュメンタリー作品である。第84回キネマ旬報ベストテン（2010年）文化映画部門第1位。

## 概要
- 1994年2月、知人から布川事件再審請求支援イベント「壁の歌コンサート」の撮影を頼まれた[1]映像ディレクターの井手洋子は、獄中からも無罪を訴えるふたりの受刑者に関心を抱き、1996年11月12日と11月14日の各受刑者の仮釈放以降、ふたりの暮らしや再審請求のための活動等をビデオカメラで撮影することになる。当初は、映画館等で公開する映画製作のための撮影ではなく、数ヶ月分のビデオをまとめてテレビの企画にするつもりであったが、再審請求についての一定の結論がでるまで継続して記録しようと撮影を続けた[2]。
- 井手監督自身がナレーションを担当。西尾清、藤江潔らも撮影に協力した。
- 2010年10月9日、東京都港区の港勤労福祉会館で有料試写会が開催され[3]、順次各地での地域上映が行われた。
- 2011年2月12日、「第84回キネマ旬報ベスト・テン」（2010年）文化映画部門の選考において第1位に選ばれた。
- 2011年3月19日、東京都新宿区のケイズシネマ、横浜市中区の横浜ニューテアトルで公開。以後、各地の映画館で上映。
- 2011年10月22日、2011年文化庁映画賞大賞受賞[4]。
- 2012年1月17日、第66回毎日映画コンクールドキュメンタリー映画賞受賞[5]